# Mielęcin (Pyrzyce)
Pour les articles homonymes, voir Mielęcin.
Mielęcin est une localité polonaise située dans la gmina mixte et le powiat de Pyrzyce en voïvodie de Poméranie-Occidentale. Elle se trouve à environ 38 km au sud-est de la capitale régionale Szczecin. Sa population est de 462 habitants.

## Géographie

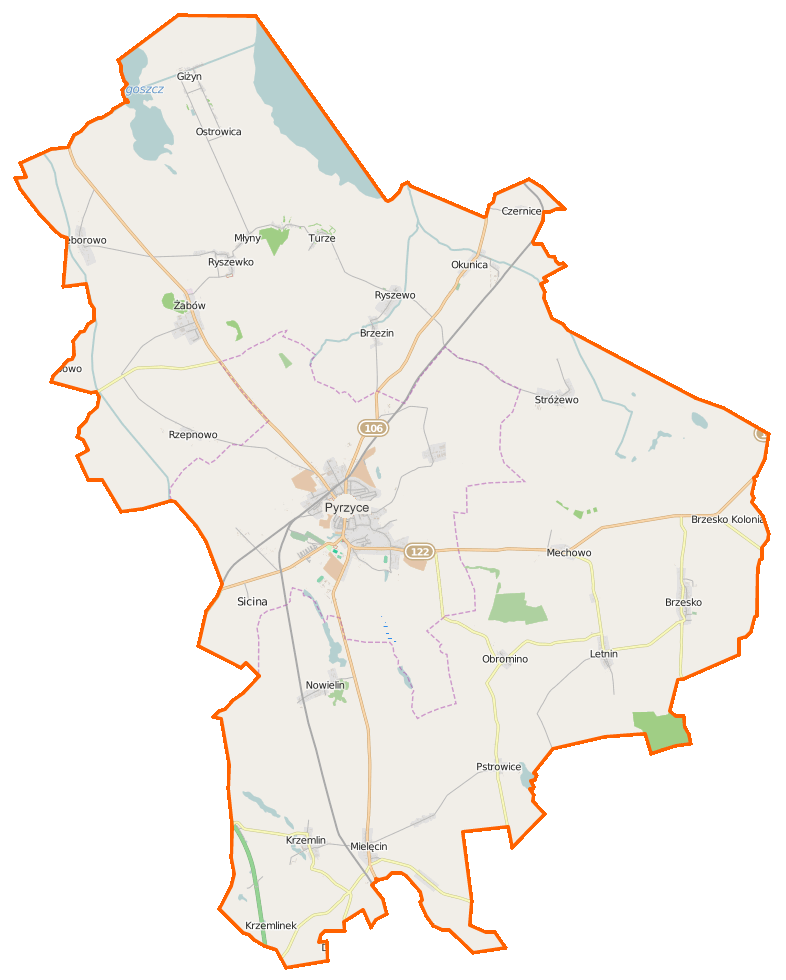
Carte de la gmina de Pyrzyce.